# Winifred Kingston
Pour les articles homonymes, voir Kingston.
Winifred Kingston (née le 11 novembre 1894, à Londres, en Angleterre au Royaume-Uni et morte le 3 février 1967 à La Jolla aux États-Unis) est une actrice anglaise. 

## Filmographie
- 1914 : Soldiers of Fortune : Madame Alvarez
- 1914 : Le Mari de l'Indienne (The Squaw Man) : Lady Diana - Countess of Kerhill
- 1914 : Paid in Full : Beth Harris
- 1914 : Brewster's Millions d'Oscar Apfel et Cecil B. DeMille : Peggy Gray
- 1914 : L'Appel du Nord (The Call of the North) d'Oscar Apfel et Cecil B. DeMille : Virginia
- 1914 : The Virginian, de Cecil B. DeMille : Molly Wood
- 1914 : Where the Trail Divides : Bess Landor
- 1914 : Cameo Kirby : Adele Randall
- 1915 : The Love Route : Allene Houston
- 1915 : Captain Courtesy : Eleanor
- 1915 : The Road to Fame
- 1915 : The Light on the Reef
- 1915 : The Seventh Noon : Ellen Arsdale
- 1915 : The Gentleman from Indiana : Helen Sherwood
- 1916 : The Call of the Cumberlands : Sally Spicer
- 1916 : Ben Blair : Florence Winthrop
- 1916 : David Garrick : Ada Ingot
- 1916 : Davy Crockett : Eleanor Vaughn
- 1916 : The Parson of Panamint (en) de William Desmond Taylor : Buckskin Liz
- 1916 : The Intrigue
- 1916 : A Son of Erin : Katie O'Grady
- 1917 : Durand of the Bad Lands : Molly Gore
- 1917 : Le Sort le plus beau (en) (The Spy) : Greta Glaum
- 1917 : North of Fifty Three : Hazel Weir
- 1917 : The Scarlet Pimpernel : Lady Margaret Blakeney
- 1918 : The Light of the Western Stars : Majesty Hammond
- 1920 : The Corsican Brothers (en)
- 1921 : Beyond (en) : Viva Newmarch
- 1922 : Trail of the Axe : Betty Somers
- 1931 : Le Mari de l'Indienne (The Squaw Man)
- 1959 : The Boy and the Bridge : Touriste